# はまなす債
はまなす債（はまなすさい）は北海道が発行する住民参加型市場公募地方債（通称「ミニ公募債」）である。

## 概要
- はまなす債はタンチョウ債と共に2004年に発行を開始。毎年度6月に発行されており2011年で8回発行されている。
- 償還期間は3年で、発行価格は額面100円あたり100円00銭であるため表面利率がそのまま応募者利回りとなる。また、利子は半年ごとに支払われ、償還日には一括償還される。
- 発行額は1回の募集につき100億円である。
- 購入できる者は北海道内に居住する者、または、北海道内に事業所等のある法人・団体に限られる。
- 購入単位は1万円であり、購入限度額は制限されていない。

## 発行実績
発行実績は下記の通りである。また、集められた資金を充てた事業も併記する。
| 発行年度 | 表面利率（％） | 利率決定日 | 募集期間           | 発行日  | 対象事業                                                     |
| -------- | -------------- | ---------- | ------------------ | ------- | ------------------------------------------------------------ |
| 2004     | 0.34           | 6月4日     | 6月7日から6月15日  | 6月25日 | 一般公共事業                                                 |
| 2005     | 0.24           | 6月3日     | 6月6日から6月16日  | 6月27日 | 直轄道路事業                                                 |
| 2006     | 1.06           | 5月31日    | 6月1日から6月19日  | 6月26日 | 借換債                                                       |
| 2007     | 1.18           | 5月31日    | 6月1日から6月18日  | 6月25日 | 借換債                                                       |
| 2008     | 1.24           | 5月30日    | 6月2日から6月20日  | 6月27日 | 借換債                                                       |
| 2009     | 0.72           | 5月29日    | 6月1日から6月19日  | 6月26日 | 借換債                                                       |
| 2010     | 0.30           | 5月28日    | 5月31日から6月18日 | 6月25日 |                                                              |
| 2011     | 0.34           | 5月27日    | 5月30日から6月20日 | 6月27日 | 道路・公園・河川などの整備、福祉施設・スポーツ施設などの建設 |

## 取扱金融機関
取扱金融機関は下記の通りである。（2011年度発行分）
- 北洋銀行
- 北海道銀行
- 野村證券
- みずほ証券
- 大和証券キャピタル・マーケッツ
- SMBC日興証券
- 三菱UFJモルガン・スタンレー証券
- みずほインベスターズ証券
- 東海東京証券
- 岡三証券
- 上光証券

## 特典
- 購入した者には北海道遺産の写真が印刷された「ご購入感謝カード」が進呈される。